# Шила-на-гиг

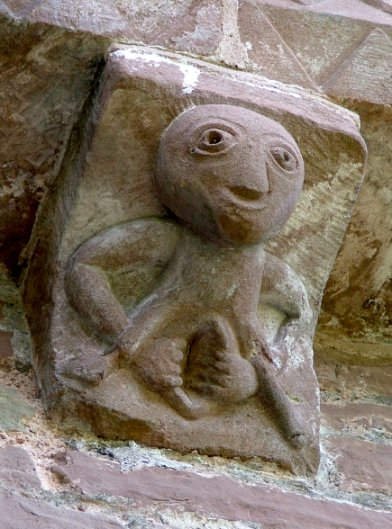
Известная Шила-на-гиг из церкви в Килпеке, Англия

Шила-на-гиг (англ. Sheela na Gig) — скульптурные изображения обнажённых женщин, обычно с увеличенной вульвой. Их можно обнаружить на церквях, замках, нормандских башнях и других строениях эпохи Средневековья на территории всей Западной Европы, а также Чехии и Словакии. Однако наибольшее количество Шила-на-гиг находится в Ирландии (более 100) и Британии. Могут быть установлены вместе с мужской фигурой. Один из лучших примеров этой скульптуры можно найти в башне при монастыре Ратту в графстве Керри, другое известное изваяние находится в деревне Килпек в Херефордшире.
Около половины из них всё ещё находятся в своих исходных местонахождениях: на стенах христианских церквей и городов, внутри замков, на колоннах и надгробных плитах. 3 находятся в частной собственности, 20 — в музеях, остальные — лишь в письменных упоминаниях. Существуют документы, которые указывают на то, что некоторые фигуры были уничтожены.

## Назначение

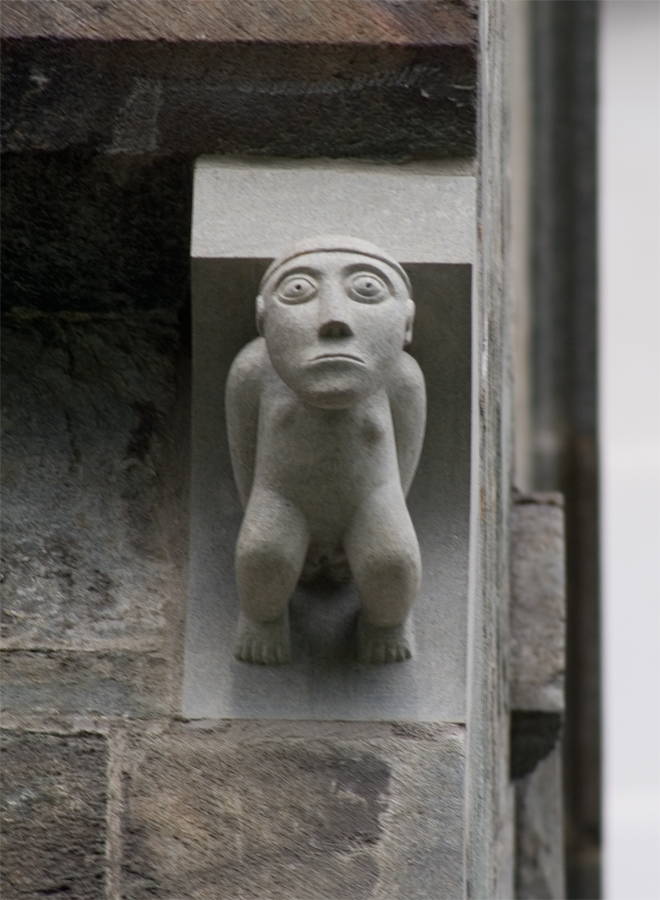
Натуралистическая скульптура в романском стиле, Нидаросский собор (современная копия, оригинал находится в Музее архиепископского дворца в Тронхейме)

Исследователи в разные периоды предполагали разные версии назначения данных фигур.

##### Оберег
Предполагается, что фигуры Шила-на-гиг призваны отпугивать злых духов аналогично гаргульям. Они часто расположены над дверьми или окнами, вероятно, чтобы защитить эти проёмы. Существуют также и другие версии назначения Шила-на-гиг, например, связь с культом женского плодородия, но эта теория не объясняет существование скульптур с выступающими рёбрами или истощенной грудью. Высказывается также мнение, что эти фигуры служили для целей религиозного образования, предупреждая прихожан о плотских грехах. В этом случае, совершенно неясно, почему кроме них, ни в Ирландии, ни в Англии не было найдено каких-либо других разновидностей эротических гротесков, которые могли бы закрепить подобное образование. Аргументирована и точка зрения, что изваяния изображали некоего могущественного кумира или божество, с которым ранняя христианская церковь должна была мириться из-за его популярности среди простых людей.
Использование Шила-на-гиг в качестве защиты против злых духов может иметь древние корни, например, в трёх местах вдоль Вала Адриана вырезаны фигуры фаллосов, а в двух местах на лицевой стороне — фигуры вульв. Функции фаллоса и вульвы, как половых органов — давать жизнь, то есть символически они противостоят смерти и разрушению.
Ирландка Эдит Гест была первой, кто классифицировал и датировал скульптуры Шила-на-гиг. Оказалось, что в Ирландии они создавались с IX по XVI века, основная часть относится к XI и XIII векам, что не исключает ни вероятности более раннего происхождения, ни языческих практик, связанных с фигурами. Они часто назывались амулетами против сглаза, оберегами от несчастья. Натёртые бёдра, животы и лбы некоторых фигур говорят об их почитании. Эдит Гест также сообщает, что отношение к фигурам переменилось в середине XIX века, некоторых стали считать ведьмами.

##### Порицание
Энтони Вейр, признанный современный специалист по ирландским фигурам, после совместной работы с Джимом Джарменом, историком-искусствоведом, заявил, что фигуры Шила-на-гиг имеют цель проиллюстрировать церковную мораль в отношении одного из семи смертных грехов — luxuria (с лат. — «похоть»). Эксгибиционистские скульптуры женщин, мужчин, демонов и чудовищ, демонстрирующих половые органы, часто находили вместе с другими фигурами, изображающими сцены ада. В продолжение этой интерпретации Вейр и Джармен развивают теорию континентального происхождения Шила-на-гиг, впервые предложенную Йоргеном Андерсеном. Они утверждают, что мотив этих фигур мигрировал с материка через паломнические маршруты из Сантьяго-де-Компостела.

##### Родовспоможение
Исследовательница Барбара Фрайтаг утверждает, что Шила-на-гиг изображает дохристианское народное божество, символизирующее плодородие, роды и цикл жизни. А характерное изображение широко раскрытой вульвы служит одновременно и наглядной инструкцией для родовспоможения, и символическим оберегом жизни роженицы. Фрайтаг отмечает, что ещё в XX веке в ирландских поселениях сохранялся обычай у беременных женщин делать подношения к фигурам Шила-на-гиг.

##### Феминизм
Молли Маллинс делает вывод, что главное назначение Шила-на-гиг в сегодняшнем обществе — это использовать образ влагалища, дабы заменить женский стыд женской честью и отменить представление, что сексуально раскрепощённая женщина — это неудобный, неприличный образ. Являясь туристической достопримечательностью, а также объектом, изучаемым в школах, фигуры Шила-на-гиг преуспевают в этом назначении.

## Этимология
Этимология словосочетания «Шила-на-гиг» также остаётся неясной. Впервые оно употребляется в отношении скульптурных изображений в «Трудах Королевской Ирландской Академии», относящихся к 1840 году. Исследователь Йорген Андерсен пишет, что название «Шила-на-гиг» происходит от ирландской фразы «Sighle nа gCíoch», что означает «грудь старой карги», или от «Síle ina Giob» — «Шейла (от Сил, ирландской формы англо-нормандского имени Сесил или Сесилия) на корточках».
Барбара Фрейтаг посвящает этимологии этого названия главу в своей книге «Sheela-Na-Gigs: Unravelling an Enigma», где приводит более ранние его упоминания, чем тексты 1840 года, в том числе судно «Шила-на-гиг» Королевского флота Великобритании и одноимённый танец, относящиеся к XVIII веку. В записях Королевского флота название объясняется как «ирландский женский дух». Фрейтаг также обнаружила, что слово «gig» (читается «гиг») является обозначением женских половых органов на северо-английском сленге. Аналогичное толкование в современном ирландском сленге имеет слово «gigh» (произносится [ɡʲiː]).

## Связь с подобными фигурами в истории
Морин Конкеннан, пользуясь тем, что источников, посвященных скульптуре Шила-на-гиг достаточно мало, связывает её с индусской фигурой Кали.
Маргарет Мюррэй, известный египтолог, связывает фигуры Шила-на-гиг с фигурами древней богини Баубо, сидящей на земле, с широко раздвинутыми ногами, как будто для акцентировки наружных половых органов. Учёный утверждает, что Баубо, подобно римской Bona Dea, египетской Исиде и месопотамской Иштар, принадлежит к числу богинь, чьи обряды строго исключали мужчин. Несмотря на принадлежность Баубо древнегреческой мифологии, где она распутно танцует, показывая свои половые органы Деметре, чтобы рассмешить и отвлечь её от отчаяния, вызванного похищением Персефоны, существовала также и более древняя египетская ипостась этой богини. Всё это говорит о том, что подобные фигуры появляются внезапно, в большом количестве, в определённых исторических периодах и в определённых местах. При этом они не имеют прямого предшественника.
Ирландская женщина-учёный Энн Росс пропагандирует мнение, что эти фигуры — отражение ирландских и кельтских богинь, могучих воительниц и образцовых женщин — превосходных в плодоношении и воспитании детей. Они также известны своей возможностью менять облик из прекрасных женщин в уродливых старых ведьм. Существует древняя ирландская повесть «The Destruction of Da Derga’s Hostel», в которой подобная старая карга описывается как громадная, уродливая, отвратительная женщина с большим ртом и обнажёнными половыми органами, касающимися колен. Доброжелательные и недоброжелательные, натуралистические и символические кельтские богини всегда состоят из двух частей. Возможно, подобное наблюдение — это ключ к пониманию фигур Шила-на-гиг, они тоже должны быть двойственными: вероятно, они были созданы с мыслью о том, что понимать эти фигуры стоит по-разному. Возможно, они были наделены двумя противоположными качествами, как и вышеупомянутые кельтские богини. Они могут или совратить своей обнажённостью, или явить образец лучших женских качеств.

## Шила-на-гиг в популярной культуре
Одна из композиций в дебютном альбоме Полли Джин Харви, Dry, называется «Sheela-Na-Gig». В ней мужчина высмеивает женское чувство гордости своим телом.